# 约翰·东布罗夫斯基·罗伯茨
约翰·东布罗夫斯基·罗伯茨（英語：John Dombrowski Roberts，1918年6月8日—2016年10月29日），美国化学家。他为整合物理化学、光谱学和有机化学以了解化学反应速率做出了贡献。罗伯茨1941年获洛杉矶加州大学学士学位，1944年获博士学位。
罗伯茨在1952年被选为美国艺术与科学学院院士。1987年被授予普里斯特利奖章，1990年获国家科学奖章，1991年获格伦·西博格奖章，1999年获NAS化学奖。